# Света Марија над Минервом
Света Марија над Минервом (итал. Basilica di Santa Maria sopra Minerva; лат. Sancta Maria supra Minervam) је једна од већих базилика римокатоличког доминиканског реда у Риму.
Базилика је добила име сопра Минерва, јер је грађане над (итал. sopra) темељима некадашњег паганског храма египатске богиње Исис, која је погрешно интерпретирана као грчко-римска богиња Минерва. Грађена је у препознатљивом готичком стилу али најпознатија је по свом чувеном плавом лучном своду са позлаћеним звездама, рестауриран током 19. века. Налази се на Минервином тргу, иза Пантеона у античкој римској четврти Кампус Маријус.

## Историја
Детаљи остатак храма Минерве којег је изградио Помпеј Велики, око 50 година пре нове ере, нису познати. Могуће је да се и остаци Изидовог и Серапеумавог храма налазе под темељом данашњом базиликом где је 1665. године пронађен египатски обелиск у дворишту суседне доминиканске цркве. Остаци некадашнег храма највеовтније постојали су све до владавине папе Захарија који је завршио христонизацију града.
Данашња базилика дело је доминиканских фратара који су били задужени и за изградњу базилике Санта Марија Новела. Отуда и препознатљиви готскси стил цркве.

## Кардинали
- 1861-1864 Gaetano Cardinal Bedini
- 1868-1870 Matteo Eustachio Cardinal Gonella
- 1875-1885 John Cardinal McCloskey
- 1887-1894 Zeferino Cardinal González y Díaz Tuñón, O.P.
- 1895-1896 Egidio Cardinal Mauri O.P.
- 1896-1909 Serafino Cardinal Cretoni
- 1911-1918 John Cardinal Farley
- 1919-1922 Teodoro Cardinal Valfre di Bonzo
- 1922-1926 Stanislas-Arthur-Xavier Cardinal Touchet
- 1926-1929 Giuseppe Cardinal Gamba
- 1930-1938 Giulio Cardinal Serafini
- 1939-1946 Eugène Cardinal Tisserant
- 1946-1965 Clemente Cardinal Micara
- 1967-1974 Antonio Cardinal Samoré
- 1976-1977 Dino Cardinal Staffa
- 1979-1998 Anastasio Cardinal Ballestrero
- 2001- Cormac Cardinal Murphy-O'Connor.